# 马切伊·科特
马切伊·科特（波蘭語：Maciej Kot，1991年6月9日—），波兰男子跳台滑雪运动员。他曾代表波兰参加2014年和2018年冬季奥林匹克运动会跳台滑雪比赛，其中2018年奥运会获得一枚铜牌。